# La Peste de la peste
 La Peste de la Peste, ou le Jugement divin est une tragédie en cinq actes de Jean-Édouard Du Monin publiée en 1584 dans le recueil intitulé Le Quareme de Jan Edouard du Monin.

## Résumé
L'empereur Théodice (le Jugement divin) veut retrouver sa fille Igine (la Santé) enlevée par le Celte (le peuple français).

## Analyse
À propos du style de l'auteur, son contemporain Pierre de Deimier parle d'« un continuel nuage de métaphores, d'antithèses, de métonymies, de périphrases, et de nouveautés de mots et dictions étranges ».

## Citation
THEODICE

Ah ! bonheur malheureux, de planter en sa main

Le sceptre glorieux de tout l’Empire humain,

D’orgueillir son haut front d’un royal diadème,

Et ranger sous son joug la loi de la loi même ! (I,1)

### Édition originale
- Le Quareme de Jan Edouard du Monin, Paris, Jean Parent, 1584

### Édition moderne
- Gilles Banderier, « La Tragédie à l'époque d'Henri III », Théâtre français de la Renaissance, 2e série, vol. 4 (1584-1585), Paris, PUF, p. 3-106.